# Kommunikationspolitik (Marketing)
Die Kommunikationspolitik, auch Marketingkommunikation oder englisch Promotion genannt, ist eine Funktion des Marketing in der Betriebswirtschaft. Sie stellt innerhalb der Unternehmensführung aus der Sicht des Kunden (vgl. Marketing) den Bereich zwischen der Produktpolitik und der Preisfindung einerseits sowie der Vertriebspolitik bei der Verteilung einer Leistung andererseits dar. Sie ist somit das Bindeglied zwischen unternehmerischer Initiative und verkäuferischer Umsetzung im Markt. Sie ist ein wichtiger Bestandteil des von E. Jerome McCarthy entwickelten Marketing-Mix, und ihr bekanntestes Instrumentarium ist die Werbung. Im übergreifenden Artikel Kommunikationspolitik werden die unternehmensstrategischen Aspekte des Themas behandelt, die über das Marketing hinausgehen.

## Definition der Kommunikationspolitik
Unter der Kommunikationspolitik versteht man alle Maßnahmen der planmäßigen, bewussten Gestaltung und persönlichen oder unpersönlichen Vermittlung von Informationen zum Zweck der Beeinflussung von Wissen, Einstellungen, Erwartungen und Verhaltensweisen der Zielgruppen des Unternehmens, was schließlich das Verhalten zum Empfänger nachhaltig beeinflusst.
Als Grundlage der Kommunikationspolitik gilt die Kommunikationstheorie des Sender-Empfänger-Modells. Wobei man zwischen direkter und indirekter Kommunikation unterscheiden muss. Bei der direkten Kommunikation übermittelt das Unternehmen in direkter Beziehung zum Konsumenten die Kommunikationsbotschaft, bei der indirekten sind verschiedene Elemente zwischengelegt. Der Vorteil der indirekten Kommunikation liegt darin, dass der Transmitter, das zwischengelegte Element, welches in direkter Beziehung zum Unternehmen und dem Konsumenten steht, den ökonomischen Aspekt aus der Botschaft des Unternehmens filtert und somit die Glaubwürdigkeit der Kommunikationsbotschaft beim Konsumenten erhöht wird.
Der Kommunikationspolitik wird eine Sonderstellung im Marketing-Mix zugeschrieben. Da sämtliche Elemente im Marketing kommunikative Wirkungen entfalten können, gilt die Marktkommunikation als Bindeglied zwischen allen Instrumenten des Marketing-Mix (ein „guter Preis“ kommuniziert beispielsweise auch einen Nutzen).
Funktionen der Kommunikationspolitik:
- Informationsfunktion
- Aktualitätsfunktion
- Beeinflussungsfunktion
- Bestätigungsfunktion

## Ziele der Kommunikationspolitik
Die kommunikationspolitischen Ziele setzen sich aus den ökonomischen und den psychographischen Zielen zusammen:
1. Zu den ökonomischen Zielen gehören die Umsatzexpansion und die Kostenersparnisse:
  1. Unter Umsatzexpansion fallen
    1. die Methoden der Einführung neuer Produkte auf dem Markt,
    2. oder bei schon bestehenden Produkten
      1. die Absatzpreissteigerung,
      2. die Absatzmengensteigerung,
      3. die Erreichung neuer Käufergruppen und
      4. die Erschließung neuer Märkte.

  2. Unter Kostenersparnis fallen die beiden Methoden der Lenkung der Nachfrage und die Absatzrationalisierung.
    1. Bei der Lenkung der Nachfrage werden die Kontinuitätswerbung zum Ausgleich von Umsatzschwankungen und die Synchronisationswerbung zur Anpassung der Nachfrage bei Produktionsrhythmen eingesetzt.
    2. Bei der Absatzrationalisierung sind die Werbung für Großeinkäufe bzw. Mindestauftragsgrößen und Werbung für bestimmte Einkaufstechniken gängig.
2. Zu den psychographischen Zielen gehören:
  1. die Erhöhung der Marken- und Unternehmensbekanntheit,
  2. die Verbesserung der Einstellungen und des Images des Unternehmens,
  3. die Erhöhung der Kaufabsicht beim Kunden und
  4. die Positionierung des eigenen Unternehmens am Markt neben den Wettbewerbern.

Die Ziele der Positionierung der Produkte ist die Vermittlung von Emotion, Information und Aktualität an die Konsumenten, die der Abgrenzung gegenüber den anderen Wettbewerben auf dem Markt dienen.
Hierbei werden zwei Methoden eingesetzt:
die USP (Unique Selling Proposition), die ein einzigartiges Versprechen des Unternehmens für ihr Produkt darstellt, das andere Produkte von Wettbewerbern nicht haben, und die UAP (Unique Advertising Proposition) die bei gesättigten Märkten, auf denen Produkte austauschbar sind, eingesetzt wird, um das eigene Produkt durch werbliche Alleinstellung abzuheben.

## Aufbau der Prozesse der Kommunikationspolitik
Die Kommunikationspolitik baut auf einem zehnstufigen Modell auf:
1. Situationsanalyse und Prognose für das Unternehmen
2. Unternehmensziele vereinbaren
3. Marketingziele ableiten
4. Kommunikationsziele und Zielgruppen definieren
5. Kommunikationsstrategie entwickeln
6. Budgetierung und Mediaselektion, z. B. Auswahl der geeigneten Werbemittel
7. einzelne Kommunikationsmaßnahmen planen
8. Vortest, Kontrolle der Wirkung, Resultat an Schritt 7 zurückgeben, um Verbesserungen durchzuführen
9. Kommunikationsmaßnahmen umsetzen
10. Wirkung messen, Resultat an die Schritte 5 bis 9 zurückgeben, um Verbesserungen und Korrekturen durchzuführen

Dieser Prozess basiert in seinem Ablauf (Analyse – Strategie – Umsetzung – Evaluation) auf den Phasen des Strategischen Managements der Betriebswirtschaftslehre.

## Kommunikationsinstrumente des Marketing
Die Kommunikationsinstrumente finden in dem zehnstufigen Modell der Kommunikationspolitik ihre Anwendung und werden als Medien zur Übermittlung der Kommunikationsbotschaft zur Zielgruppe eingesetzt.
Zu den Instrumenten des Kommunikations-Mix gehören:
above the line
- klassische Werbung

below the line
- Public Relations
- Sponsoring
- Eventmarketing
- Messen/Ausstellungen
- Produktplatzierung
- Verkaufsförderung
- Direktmarketing
- Multimedia
- weitere Instrumente

(Hier stellt above the line die „klassischen“ und below the line die „nicht klassischen“ Instrumente dar.)
out of house
- klassische Promotion

## Weitere Aspekte der Kommunikationspolitik

### Corporate Identity, Corporate Image & Corporate Behaviour
Corporate Identity und Corporate Image stellen auch ein Ziel der gesamten Kommunikationspolitik dar und sind von daher nicht als reine Instrumente des Marketing-Mix anzusehen, sondern der zu verändernde Zustand. Die Corporate Identity ist das kommunizierte Gefühl zum Unternehmens, das es nach innen repräsentiert und das es gilt, nach außen zu vermitteln. Das Corporate Image ist das tatsächliche Bild des Unternehmens in den Köpfen der Marktteilnehmer und soll durch den Einsatz der Kommunikationsmaßnahmen der Corporate Identity angeglichen werden. 
Die wichtige Fragestellung im strategischen Marketing ist hier: Wie präsentiert sich (kommuniziert) ein Unternehmen als Ganzes gegenüber der Außenwelt und nach innen, gegenüber den Mitarbeitern? Dazu wurde in den 80er Jahren das Konzept der Unternehmensidentität entwickelt. Die Corporate Identity (CI, Unternehmensidentität) mit ihren drei Teilaspekten Corporate Communication (CC), Corporate Design (CD) und Corporate Behaviour (CB) entwickelt systematisch ein einheitliches, prägnantes Erscheinungsbild des Unternehmens mit Außen- und Innenwirkung.

### Innenwirkung
Mitarbeiter identifizieren sich mit ihrem Unternehmen. Es entsteht ein Wir-Gefühl: der Mitarbeiter eines Fahrzeugherstellers fährt idealerweise ein Auto seines Unternehmens und kein Konkurrenzprodukt.

### Außenwirkung
Das Unternehmen wird nach außen einheitlich präsentiert. Dazu gehören operativ die Geschäftsausstattung mit Logo, Farbgebung, Typografie und Layoutvorgaben (Corporate Design) sowie eine strategisch als geschlossen wahrnehmbare Kommunikationspolitik, mit der die anderen Elemente des Marketing-Mix den Marktteilnehmern zugänglich gemacht werden.
Die kommunizierte Zusammengehörigkeit (Corporate Behaviour), die im Zusammenhang mit den anderen Bestandteilen der CI eine schlüssige und widerspruchsfreie Ausrichtung der Verhaltensweisen einer Organisation nach innen und außen darstellt, führt zu einer eindeutigen und unverwechselbaren Marktpräsenz. Wenn die CI stimmig ist, erscheint das Unternehmen glaubwürdiger.
Zu den Werkzeugen der Corporate Identity gehören das Corporate Design (findet Anwendung bei Gestaltung von Zeichen, Arbeitskleidung, Formularen, Architektur der Betriebsgebäude usw.), die Corporate Communication (findet Anwendung bei Werbemaßnahmen, der Öffentlichkeitsarbeit und unternehmensinterner Kommunikation) und das Corporate Behaviour, das das Verhalten der Mitarbeiter untereinander sowie gegenüber Kunden, Lieferanten, Partnern und der Öffentlichkeit allgemein definiert.

### Integrierte Kommunikation
Integrierte Kommunikation bezeichnet den Prozess der Planung, Organisation, Durchführung und Kontrolle aller Kommunikationsmaßnahmen des Unternehmens mit den Konsumenten zur Durchsetzung der Unternehmensziele.
Die Integrierte Kommunikation hat die Aufgabe, aus der Vielfalt der eingesetzten Kommunikationsinstrumente und Maßnahmen der internen und externen Kommunikation ein in sich geschlossenes und widerspruchsfreies Kommunikationssystem zu erstellen, um ein für die Zielgruppen des Unternehmens konsistentes Erscheinungsbild über das Unternehmen zu vermitteln.

### Marketingkommunikation
Als Synonym für die Kommunikationspolitik findet sich der Begriff der Marketingkommunikation, der in Forschung und Lehre sowie in der Praxis immer häufiger verwendet wird. So wird mittlerweile auch in der staatlichen Ausbildung der frühere Werbekaufmann heute zum Kaufmann für Marketingkommunikation ausgebildet.

## Rechtliche Rahmenbedingungen
Das Gesetz gegen den unlauteren Wettbewerb (UWG) steckt einen gesetzlichen Rahmen für das Marktverhalten der Unternehmen und damit auch der Marketingkommunikation ab. Verstöße gegen diese Gesetze werden sanktioniert und können zu Unterlassungs- und Schadensersatzklagen führen.